# Szczelina nad Ptasią
Szczelina nad Ptasią (Jaskinia Dwuotworowa Mułowa) – jaskinia w Dolinie Miętusiej w Tatrach Zachodnich. Ma dwa otwory wejściowe znajdujące się w zachodnim zboczu Ratusza Mułowego, nad górną częścią Progu Mułowego, powyżej jaskini Ptasia Studnia, na wysokościach 1589 i 1599 m n.p.m. Długość jaskini wynosi 25 metrów, a jej deniwelacja 9,50 metrów.

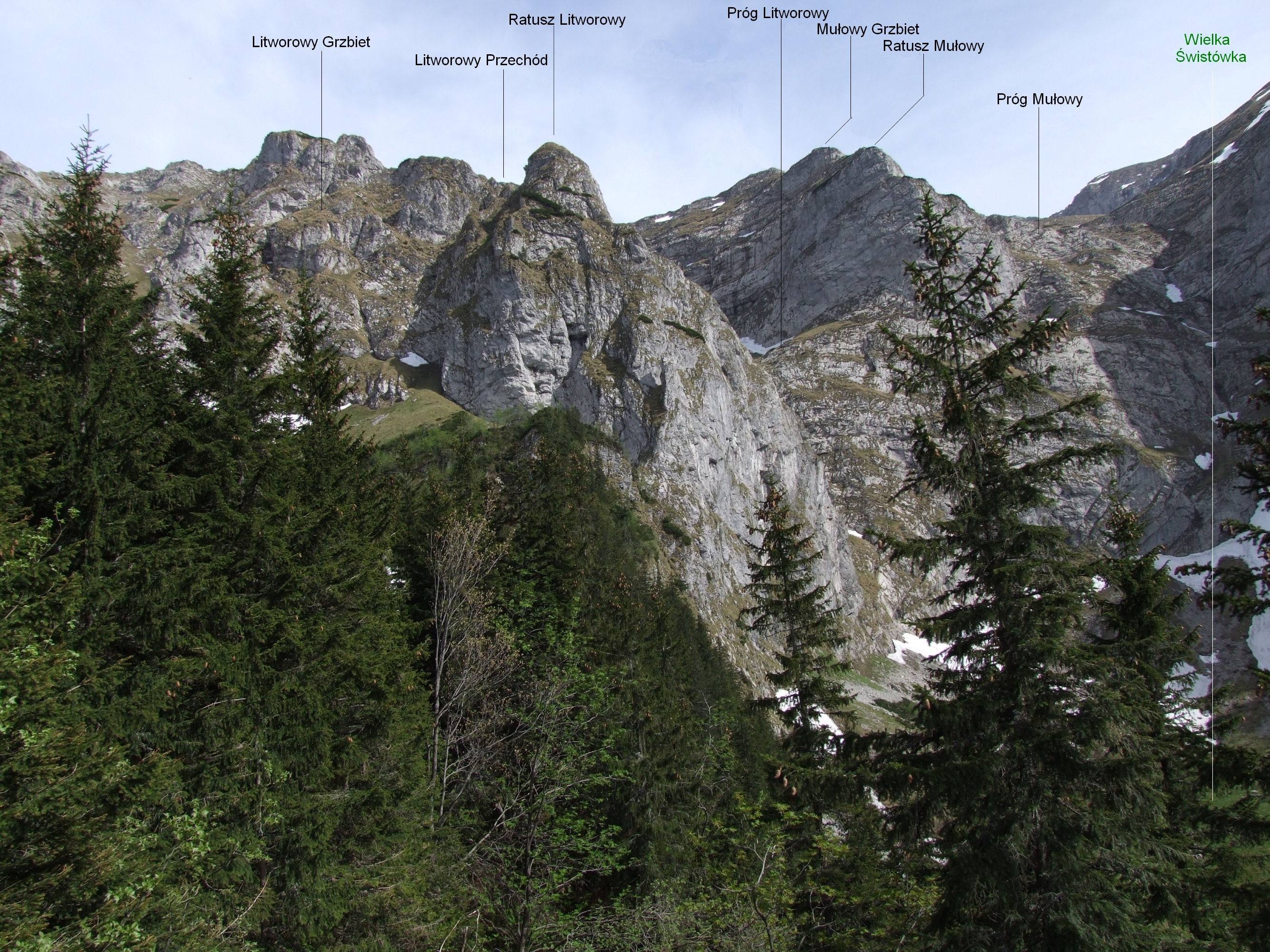
Otoczenie Wielkiej Świstówki

## Opis jaskini
Jaskinię stanowi ciąg łączący dwa otwory wejściowe jaskini. Od górnego otworu ciąg idzie stromo w dół przez 3,5-metrowy, przewieszony próg do niewielkiej salki. Na wprost odchodzi z niej krótka szczelina, natomiast główny ciąg prowadzi przez przełaz w salce do korytarza z paroma prożkami. Dalej już poziomym korytarzem idzie się do dolnego otworu.

## Przyroda
Ściany jaskini są mokre. mchy i porosty rosną w pobliżu otworów wejściowych.
Jaskinię zamieszkują nietoperze.

## Historia odkryć
Jaskinia prawdopodobnie była znana od dawna. Pierwszą informację o niej opublikował W. W. Wiśniewski w 1978 roku.